# The Opal (альманах)

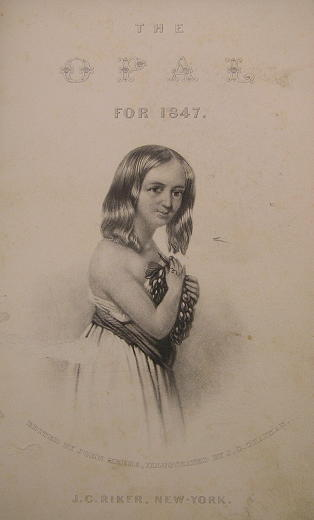
Фронтиспис альманаха The Opal за 1847 г.од

The Opal: A Pure Gift for the Holy Days) — ежегодный альманах (подарочная книга), основанный Руфусом Уилмотом Грисволдом. и публиковавшийся в Нью-Йорке Джоном К. Райкером с 1844 по 1849 годы. Содержание включало рассказы, иллюстрации и стихи.
Грисволд начал собирать пожертвования для ежегодного журнала в 1843 году, первоначально намереваясь назвать его «Христианское приношение» (Christian Offering) . Сначала альманах редактировали Натаниэль Паркер Уиллис, Джон Киз и, наконец , Сара Джозефа Хейл. В выпуске за 1844 год Эдгар Аллан По впервые опубликовал эссе «Утро на Виссахиконе». Среди других участников были Генри Уодсворт Лонгфелло, Элизабет Ф. Эллет и Джон Гринлиф Уиттиер.